# Hipoteza mimicznego sprzężenia zwrotnego
Hipoteza mimicznego sprzężenia zwrotnego (facial feedback hypothesis) głosi, że własny wyraz mimiczny może wpływać na aktualnie doświadczane emocje. Została sformułowana w ramach teorii spostrzegania siebie, zgodnie z którą informacje na temat siebie (swoich postaw, preferencji, emocji i innych stanów wewnętrznych) uzyskujemy przez obserwację własnego zachowania i sytuacji, w jakich się ono pojawia.
Na poparcie hipotezy mimicznego sprzężenia zwrotnego przytacza się zwykle wyniki eksperymentu przeprowadzonego w 1988 roku przez Fritz Stracka i jego współpracowników, w którym badani trzymali w ustach ołówek, posługując się albo zębami albo wargami. Chodziło o zaangażowanie mięśnia odpowiedzialnego za wyrażanie radości (ołówek w zębach - mięsień jarzmowy większy) lub mięśni zaangażowanych przy robieniu "smutnej miny" (ołówek w wargach). Następnie uczestnicy oceniali, jak bardzo śmieszą ich prezentowane im zabawne rysunki. Okazało się, że badani trzymający ołówek w zębach (a więc zmuszeni do uśmiechu) ocenili rysunki znacznie wyżej (w porównaniu z drugą grupą) - ruchy swoich mięśni, spowodowane przez trzymany w zębach ołówek, interpretowali bowiem jako objaw tego, że są weseli, z czego wnioskowali, że rysunki ich śmieszą. Na osoby, które trzymały ołówki wargami napięcie mięśni wpływ miało odwrotny (interpretowali napięcie swojej twarzy jako objaw tego, że rysunki im się nie podobają).
Zobacz też: dwuczynnikowa teoria emocji, wyraz mimiczny